# Nahum Eitingon
Nahum Eitingon, Naum Ejtington (ur. 1877 w Orle w Rosji, zm. 1959 w Brazylii) – polski przedsiębiorca; współwłaściciel, wraz z bratem bliźniakiem – Borysem (Berkiem), fabryki w Łodzi, prowadzonej pod firmą „Włókiennicza Spółka Akcyjna N. Eitingon i S-ka, Łódź”. Pochodził z rodziny żydowskiej.

## Życiorys
Pierwszą łódzką fabrykę pod nazwą „Eitingon” założył jego brat – Natan, przy ulicy Radwańskiej. W okresie I wojny światowej zakład podupadł, a następnie zbankrutował, a bracia nawiązali kontakty z amerykańską korporacją handlową „Eitingon Schild Company Incorporated”, która była własnością dalekich krewnych łódzkich Eitingonów.
W 1919 roku bracia Nahum i Borys zostali przedstawicielami handlowymi amerykańskiego przedsiębiorstwa w Polsce. W 1922 roku założyli firmę „Włókiennicza Spółka Akcyjna N. Eitingon i Spółka Łódź”. Aktywny udział w zarządzie fabryką brali tylko bracia Nahum i Borys. Głównym dyrektorem był Nahum. Fabryka produkowała rękawiczki, pończochy oraz trykotaże. Eitingonowie posiadali w Łodzi również dom handlowy. W połowie lat trzydziestych XX wieku fabryka Eitingon była jednym z największych zakładów przemysłowych w Polsce. Jej udział w polskim eksporcie tkanin bawełnianych wynosił ponad 50%, a zatrudniała około 2500 osób. Tak pomyślny rozwój możliwy był dzięki trwającej współpracy z korporacją amerykańskich kuzynów.
W 1938 kontrola skarbowa w przedsiębiorstwie ustaliła, że zaległości podatkowe spółki wynoszą 3 miliony złotych. Zarzucono właścicielom bezprawne transferowanie zysków na własne konta. Ze względu na rozmiar i znaczenie fabryki dla rynku pracy władze zgodziły się na kompromis: do zarządu spółki wprowadzono niespokrewnione z Eitingonami osoby. Jej prezesem został polski ekonomista Adam Alojzy Krzyżanowski, profesor Uniwersytetu Jagiellońskiego. Nahum Eitingon otrzymał stałą pensję w wysokości 106,8 tys. złotych rocznie.
W 1939 roku, aby uniezależnić się od dostawców surowca, firma założyła w Brazylii plantację bawełny. Zakupiono w tym celu 8000 ha ziemi w okolicach miasta Villa Campante. Z powodu wybuchu II wojny światowej plantacja nie zdążyła wysłać bawełny w Łodzi, ale Nahum Eitingon zdołał wyjechać do Brazylii. Tam zajmował się uprawą bawełny na swojej plantacji, kiedy to zginął przejechany przez samochód w 1959 roku.